# Paolo Cavalieri
Paolo Cavalieri (Bologna, 1559 o 1560 – Bologna, 3 febbraio 1614) è stato un religioso, teologo e compositore italiano vissuto a cavallo tra il Cinquecento ed il Seicento.

## Biografia
Figlio di Jacobus e fratello maggiore di Vincenzo (alias Pietro Cavalieri), Paolo Cavalieri entrò nel 1571 come chierico presso la Cappella musicale della Basilica di San Petronio dove studiò gratuitamente grammatica e canto. Ancora fanciullo, "Paolino" fu nominato cantore nella cappella musicale e fu introdotto agli studi di contrappunto, canto fermo e canto figurato.
Dal 1582 il suo nome cessò di essere scritto sui documenti della basilica petroniana.
Nel 1587 ottenne la nomina a mansionario suddiaconale della cattedrale di San Pietro, mentre l'anno seguente figura come rettore della cappella e dell'altare dei ss. Quirico e Giulitta, nella chiesa parrocchiale di S. Tommaso del Mercato in Bologna.
Nel 1592 conseguì il dottorato in teologia e rimase per venti anni nel Sacro Collegio Teologico, nella commissione che conferiva il grado dottorale. 
Il suo nome figura fra i teologi che nel 1601 fecero parte della Congregazione De auxiliis divinae gratiae.
Nell'anno 1595 fu maestro di canto ai chierici della cattedrale, ricoprendo anche le dignità capitolari di Prete, Preposto e Priore del Consorzio di Porta San Procolo, fino al prestigioso rango di Presidente della Congregazione degli Otto.
Negli ultimi anni della sua vita, insegnò canto ai chierici in veste di coadiutore del maestro di cappella Lorenzo Vecchi e figurò tra i quattro esaminatori - corrispondenti ai quattro quartieri storici di Bologna - della commissione per l'esame di canto fermo, presso il Collegio del Seminario Arcivescovile istituito dal cardinale Gabriele Paleotti.
Non si conosce nient'altro della sua vita sino al momento della morte, che sopraggiunse a 54 o 55 anni. Nei registri dei defunti manoscritti di Baldassarre Antonio Maria Carrati non figura la data di morte del musicista bolognese, ma nel Liber secretus III dell'Archivio capitolare di San Pietro (Bologna) si può leggere quanto segue: Die 3 Februarii [1614]. R[everen].dus D[omi].nus Paulus Cauallerius Mansionarius Ecclesiæ Metrop[olitan]æ Theologiæ Magister, atq[ue], in arte musica peritissimus, brevi morbo absumptus interiit.
Fu sepolto a Bologna, nella chiesa di San Bernardino.

## Opere
Il 20 dicembre 1584, Paolo Cavalieri compose il Primo libro de madrigali a cinque voci, che verrà pubblicato l'anno seguente, con la dedica al cardinale Michele Bonelli Ghislieri, conosciuto come il "Cardinal Alessandrino".
Nonostante i numerosi impegni in qualità di Sacræ Theologiæ Magister, che lo videro rivestire un posto rilevante nella storia della vita religiosa bolognese, Cavalieri proseguì la sua attività di compositore e nel 1590 pubblicò due madrigali a 5 voci nella raccolta miscellanea intitolata Le gemme.
Seguitò a coltivare l'arte musicale, con particolare attenzione alla composizione di musica sacra: alcuni suoi mottetti a 8 voci, risalenti ai primi anni del Seicento, sono conservati in tre ampie raccolte manoscritte del Museo internazionale e Biblioteca della musica di Bologna. Sono i manoscritti conservati sotto le seguenti collocazioni: Q.33, Salmi a 8 voci di autori diversi, cc. 28r-29v, Dixit Dominus Domino meo; Q.36, Psalmodia diversorum auctorum 8. vocibus, cc. 68v-75r e 120r-126v: Dixit Dominus e Lauda Jerusalem; Q.39, Cantiones sacrae diversorum auctorum, Confitemini domino (cc. 45r-47v), Misericordias domini (cc. 48r-51r), Omnes gentes plaudite manibus (cc. 51v-55v), Veni in hortum meum (cc. 55v-59r) e Surge propera amica mea (cc. 59v-63r).